# Donzac (Tarn-et-Garonne)
Pour les articles homonymes, voir Donzac.
Ne pas être confondu avec Donzacq (Landes).
Donzac, connu sous la Révolution sous le nom de Donzac-la-Montagne, est une commune française située dans l'ouest du département de Tarn-et-Garonne, en région Occitanie.
Sur le plan historique et culturel, la commune est dans la Lomagne, une ancienne circonscription de la province de Gascogne ayant titre de vicomté, surnommée « Toscane française ».
Exposée à un climat océanique altéré, elle est drainée par la Garonne, le canal de Golfech, le ruisseau du Rat et par divers autres petits cours d'eau. La commune possède un patrimoine naturel remarquable : un site Natura 2000 (« Garonne, Ariège, Hers, Salat, Pique et Neste »), un espace protégé (le « cours de la Garonne, de l'Aveyron, du Viaur et du Tarn ») et deux zones naturelles d'intérêt écologique, faunistique et floristique.
Donzac est une commune rurale qui compte 1 039 habitants en 2022, après avoir connu une forte hausse de la population depuis 1962.  Ses habitants sont appelés les Donzacais ou  Donzacaises.

## Géographie

### Localisation
À l'extrême ouest du département de Tarn-et-Garonne, la commune de Donzac est située dans la vallée de la Garonne, sur la rive gauche. Elle est limitrophe du département de Lot-et-Garonne et à proximité du Gers.
Son territoire est limité au nord par le fleuve et au sud par l'autoroute A62.
Donzac est proche des grands axes de communication et de pôles urbains importants : Montauban et Castelsarrasin, préfecture et sous-préfecture du département, ne sont distantes que de 53 et 25 km. Toulouse est à moins de 100 km et Agen à environ 20 km. La bretelle d'accès à l'autoroute A62 est à 4 km au sud-est.

### Communes limitrophes
Les communes limitrophes sont  Dunes, Golfech, Lamagistère, Saint-Cirice, Saint-Loup, Saint-Sixte et Sistels.
| Saint-Sixte (Lot-et-Garonne) | Lamagistère  |            |
| Dunes                        | Donzac       | Golfech    |
| Sistels (par un quadripoint) | Saint-Cirice | Saint-Loup |

### Géologie et relief
D'une superficie de 1 317 hectares, le territoire de Donzac s'inscrit entre deux ensembles de coteaux :
- au nord, le Pays de Serres de l'Agenais ;
- au sud, la Lomagne, ensemble de collines qui s'étend jusqu'au plateau calcaire du Lectourois et annonce la Gascogne.

Le paysage de Donzac est représentatif de la structure géographique du département de Tarn-et-Garonne, à la rencontre des collines du pays de Lomagne et de la vallée de la Garonne.
La commune est partagée entre la riche plaine alluviale au nord et les différents reliefs creusés au sud dans les coteaux et les plateaux.

### Hydrographie

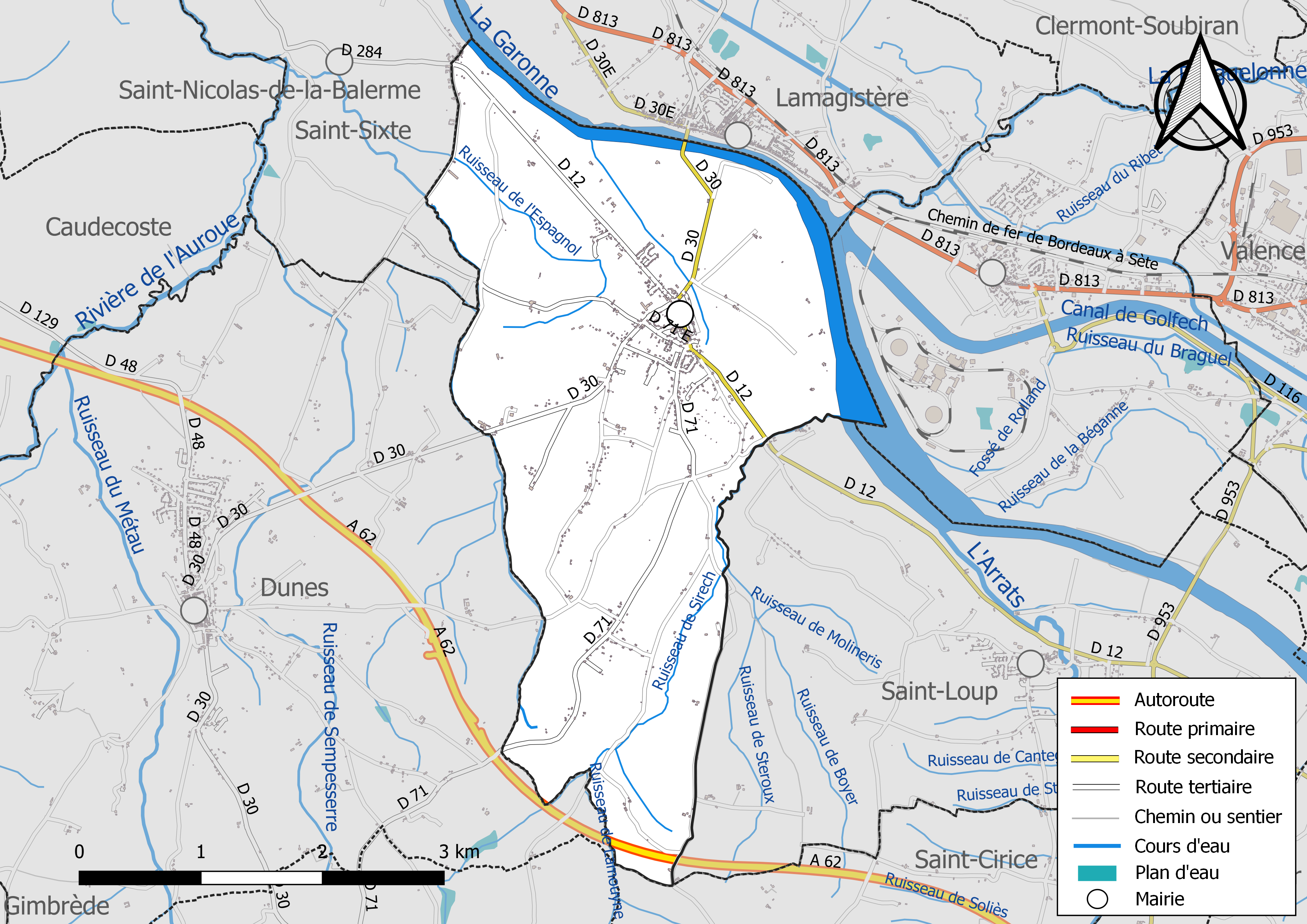
Réseaux hydrographique et routier de Donzac.

La commune est dans le bassin versant de la Garonne, au sein du bassin hydrographique Adour-Garonne. Elle est drainée par la Garonne, le canal de Golfech, le ruisseau du Rat, le ruisseau de Lamouyne, le ruisseau de l'Espagnol, le ruisseau de Sirech, le ruisseau de Steroux et par divers petits cours d'eau, constituant un réseau hydrographique de 16 km de longueur totale,.
La Garonne est un fleuve principalement français prenant sa source en Espagne et qui coule sur 529 km avant de se jeter dans l’océan Atlantique.
Le canal de Golfech, d'une longueur totale de 13,4 km, prend sa source dans la commune de Montech et s'écoule d'est en ouest. Il se jette dans la Garonne sur le territoire communal, après avoir traversé 7 communes.

### Climat
Pour des articles plus généraux, voir Climat de l'Occitanie et Climat de Tarn-et-Garonne.
En 2010, le climat de la commune est de type climat du Bassin du Sud-Ouest, selon une étude du Centre national de la recherche scientifique s'appuyant sur une série de données couvrant la période 1971-2000. En 2020, Météo-France publie une typologie des climats de la France métropolitaine dans laquelle la commune est exposée à un climat océanique altéré et est dans la région climatique Aquitaine, Gascogne, caractérisée par une pluviométrie abondante au printemps, modérée en automne, un faible ensoleillement au printemps, un été chaud (19,5 °C), des vents faibles, des brouillards fréquents en automne et en hiver et des orages fréquents en été (15 à 20 jours).
Pour la période 1971-2000, la température annuelle moyenne est de 13,1 °C, avec une amplitude thermique annuelle de 15,5 °C. Le cumul annuel moyen de précipitations est de 747 mm, avec 10,2 jours de précipitations en janvier et 6,4 jours en juillet. Pour la période 1991-2020, la température moyenne annuelle observée sur la station météorologique de Météo-France la plus proche, « Valence », sur la commune de Valence à 6 km à vol d'oiseau, est de 14,3 °C et le cumul annuel moyen de précipitations est de 747,3 mm. 
La température maximale relevée sur cette station est de 43 °C, atteinte le 12 août 2003 ; la température minimale est de −13,7 °C, atteinte le 9 février 2012,,.
Les paramètres climatiques de la commune ont été estimés pour le milieu du siècle (2041-2070) selon différents scénarios d'émission de gaz à effet de serre à partir des nouvelles projections climatiques de référence DRIAS-2020. Ils sont consultables sur un site dédié publié par Météo-France en novembre 2022.

### Milieux naturels et biodiversité

#### Espaces protégés
La protection réglementaire est le mode d’intervention le plus fort pour préserver des espaces naturels remarquables et leur biodiversité associée,.
Un  espace protégé est présent sur la commune : le « cours de la Garonne, de l'Aveyron, du Viaur et du Tarn », objet d'un arrêté de protection de biotope, d'une superficie de 1 262,3 ha.

#### Réseau Natura 2000

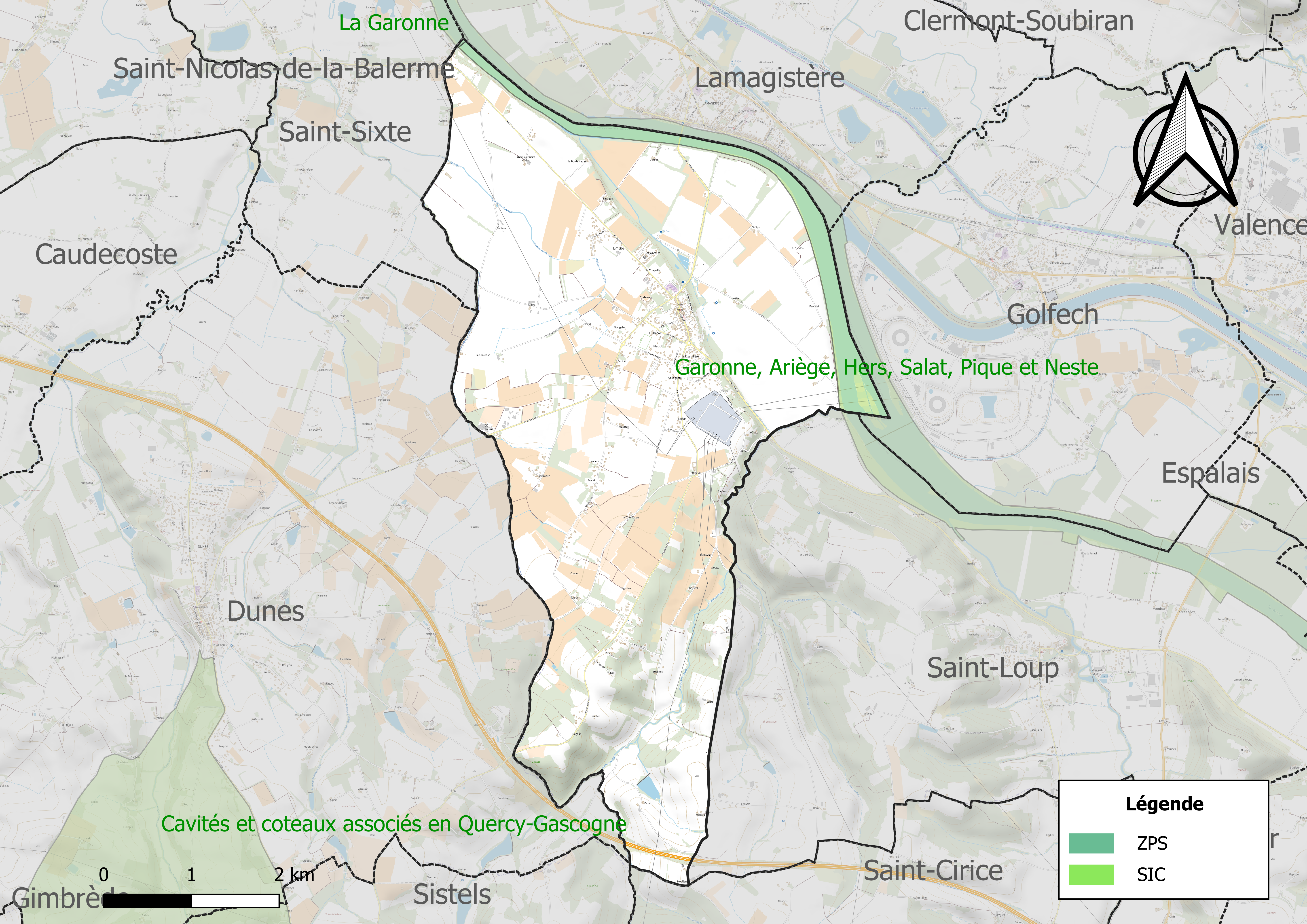
Site Natura 2000 sur le territoire communal.

Le réseau Natura 2000 est un réseau écologique européen de sites naturels d'intérêt écologique élaboré à partir des directives habitats et oiseaux, constitué de zones spéciales de conservation (ZSC) et de zones de protection spéciale (ZPS).
Un site Natura 2000 a été défini sur la commune au titre de la directive habitats : « Garonne, Ariège, Hers, Salat, Pique et Neste », d'une superficie de 9 581 ha, un réseau hydrographique pour les poissons migrateurs, avec des zones de frayères actives et potentielles importantes pour le Saumon en particulier qui fait l'objet d'alevinages réguliers et dont des adultes atteignent déjà Foix sur l'Ariège.

#### Zones naturelles d'intérêt écologique, faunistique et floristique
L’inventaire des zones naturelles d'intérêt écologique, faunistique et floristique (ZNIEFF) a pour objectif de réaliser une couverture des zones les plus intéressantes sur le plan écologique, essentiellement dans la perspective d’améliorer la connaissance du patrimoine naturel national et de fournir aux différents décideurs un outil d’aide à la prise en compte de l’environnement dans l’aménagement du territoire.
Une ZNIEFF de type 1 est recensée sur la commune :
« la Garonne de Montréjeau jusqu'à Lamagistère » (5 075 ha), couvrant 92 communes dont 63 dans la Haute-Garonne, trois dans le Lot-et-Garonne et 26 dans le Tarn-et-Garonne et une ZNIEFF de type 2, : 
« la Garonne et milieux riverains, en aval de Montréjeau » (6 874 ha), couvrant 93 communes dont 64 dans la Haute-Garonne, trois dans le Lot-et-Garonne et 26 dans le Tarn-et-Garonne.

Carte des ZNIEFF de type 1 et 2 à Donzac.
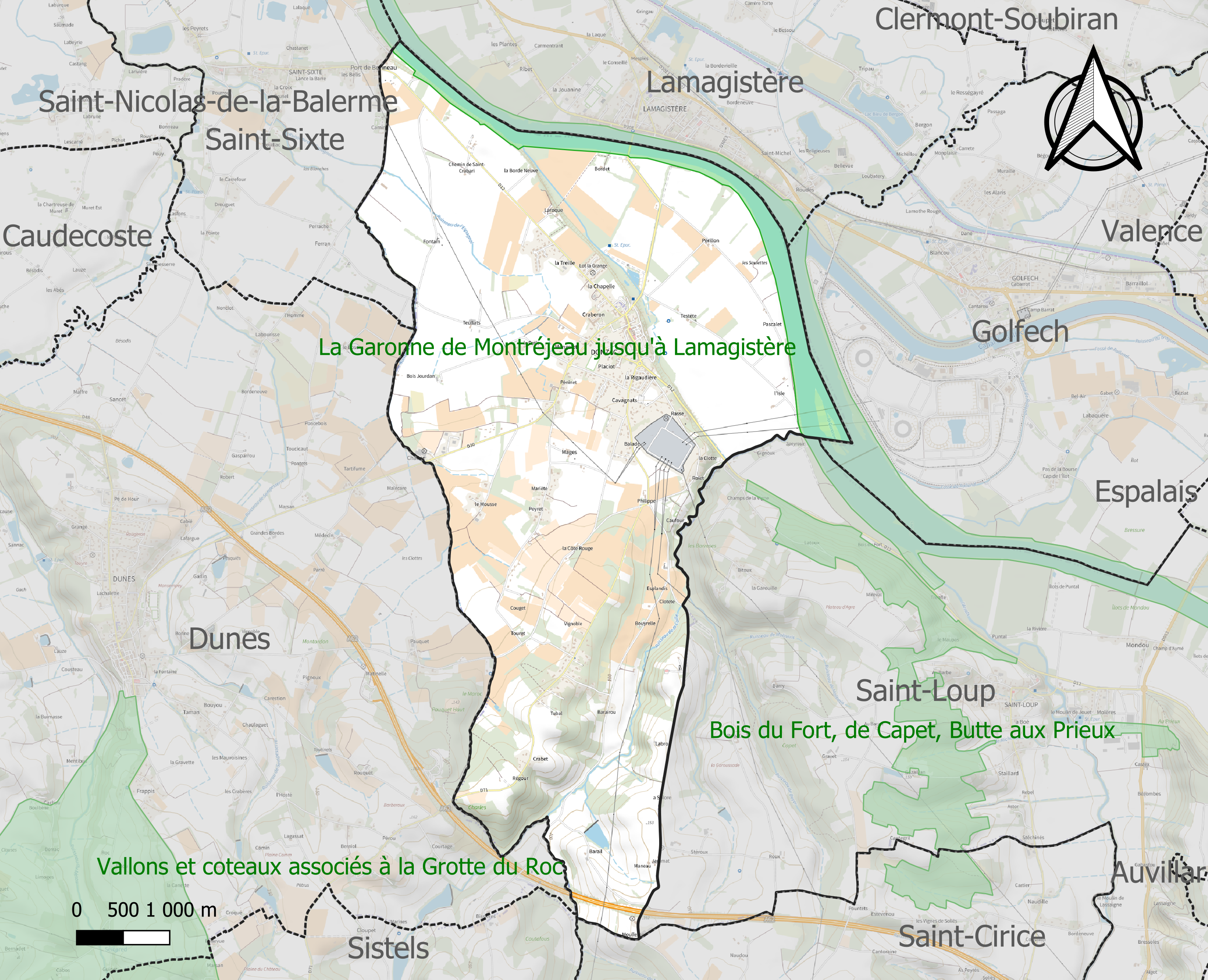
Carte de la ZNIEFF de type 1 sur la commune.
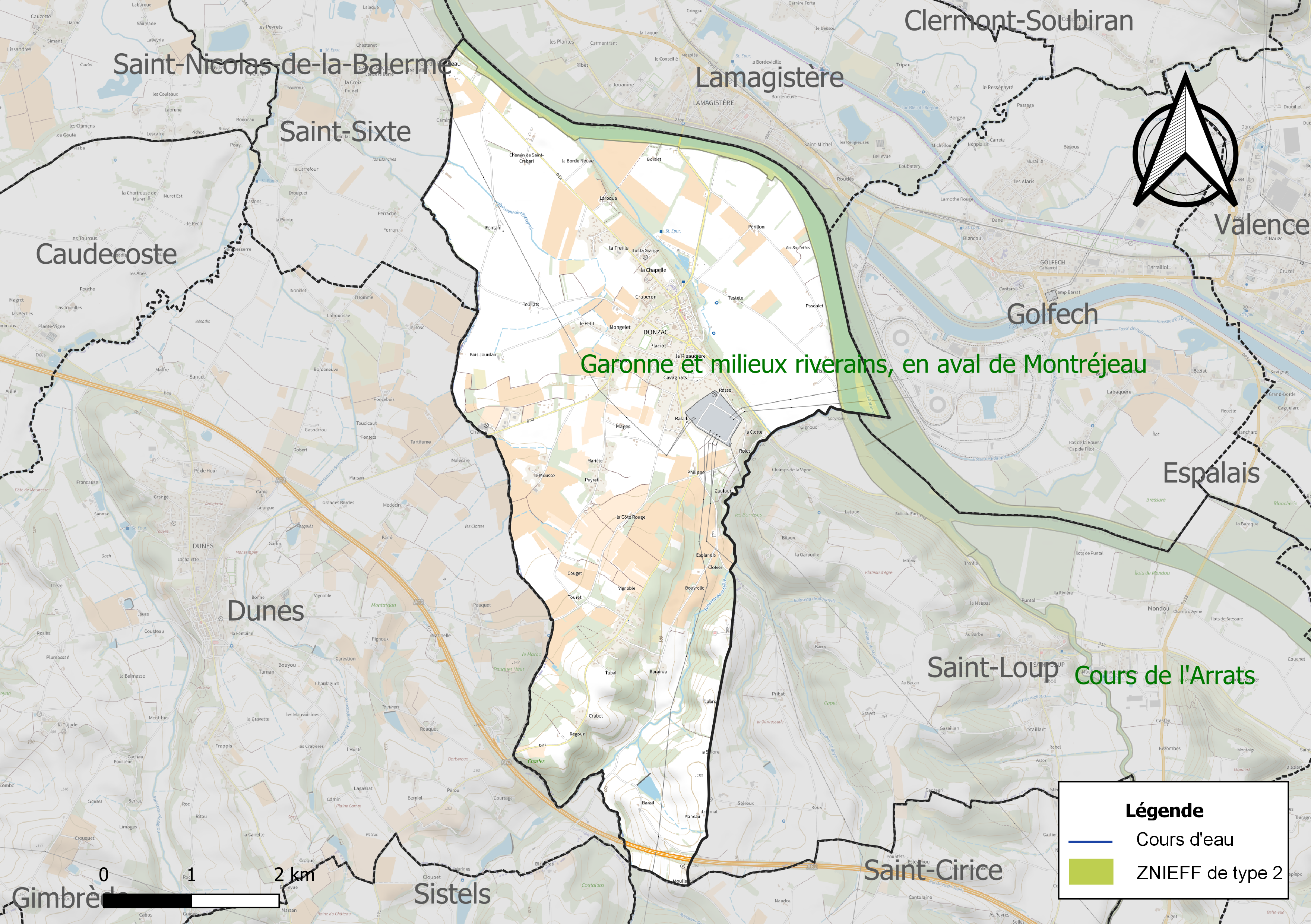
Carte de la ZNIEFF de type 2 sur la commune.

## Urbanisme

### Typologie
Au 1er janvier 2024, Donzac est catégorisée commune rurale à habitat dispersé, selon la nouvelle grille communale de densité à sept niveaux définie par l'Insee en 2022. Elle est située hors unité urbaine et hors attraction des villes,.

### Occupation des sols

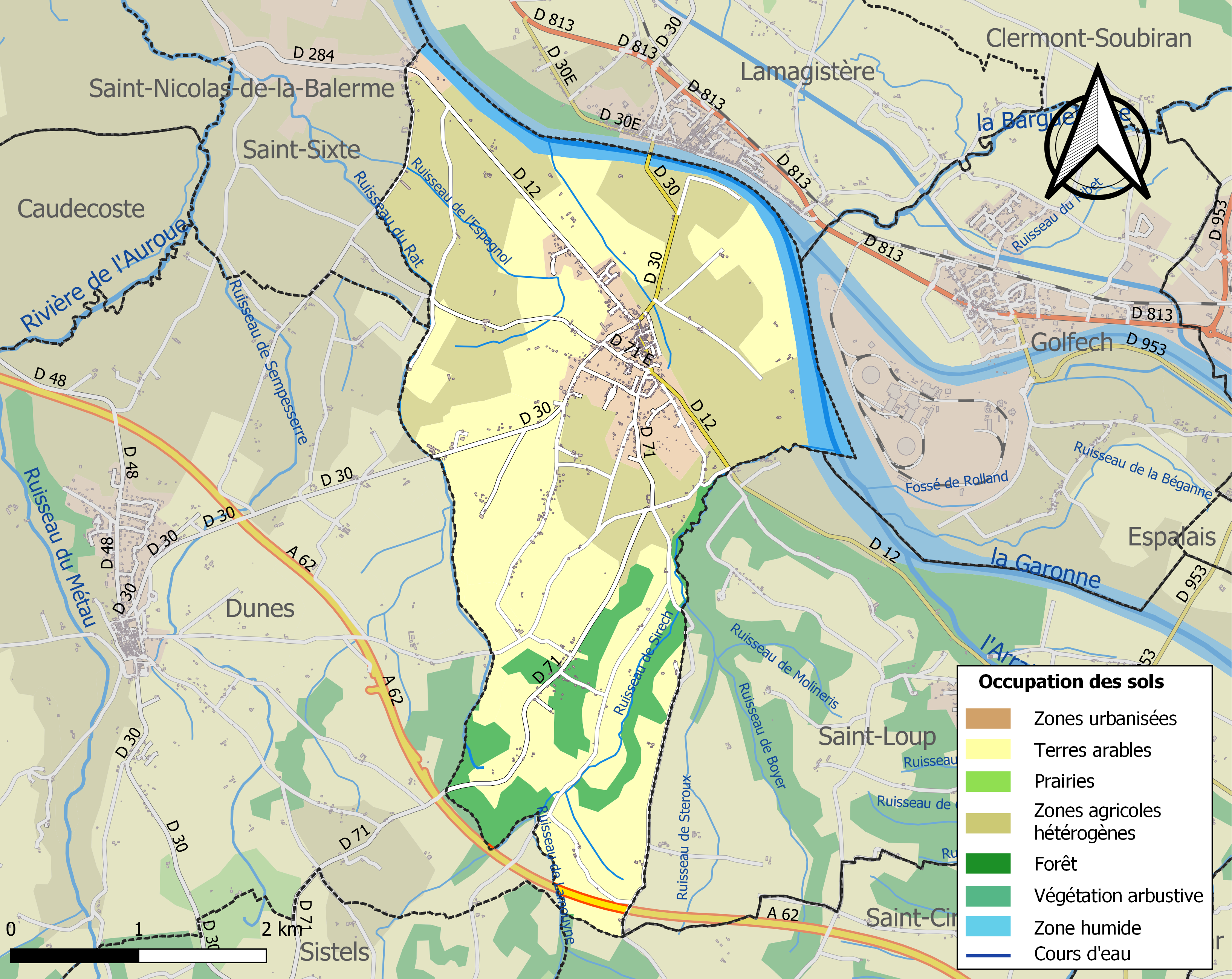
Carte des infrastructures et de l'occupation des sols de la commune en 2018 (CLC).

L'occupation des sols de la commune, telle qu'elle ressort de la base de données européenne d’occupation biophysique des sols Corine Land Cover (CLC), est marquée par l'importance des territoires agricoles (79,1 % en 2018), en diminution par rapport à 1990 (84,6 %). La répartition détaillée en 2018 est la suivante : 
zones agricoles hétérogènes (34,8 %), cultures permanentes (29,2 %), terres arables (15 %), forêts (8,3 %), zones urbanisées (7,7 %), eaux continentales (4,9 %). L'évolution de l’occupation des sols de la commune et de ses infrastructures peut être observée sur les différentes représentations cartographiques du territoire : la carte de Cassini (XVIIIe siècle), la carte d'état-major (1820-1866) et les cartes ou photos aériennes de l'IGN pour la période actuelle (1950 à aujourd'hui).

### Risques majeurs
Le territoire de la commune de Donzac est vulnérable à différents aléas naturels : météorologiques (tempête, orage, neige, grand froid, canicule ou sécheresse), inondations, mouvements de terrains et séisme (sismicité très faible). Il est également exposé à deux risques technologiques,  le transport de matières dangereuses et le risque nucléaire. Un site publié par le BRGM permet d'évaluer simplement et rapidement les risques d'un bien localisé soit par son adresse soit par le numéro de sa parcelle.

#### Risques naturels
Certaines parties du territoire communal sont susceptibles d’être affectées par le risque d’inondation par débordement de cours d'eau, notamment la Garonne et le canal de Golfech. La cartographie des zones inondables en ex-Midi-Pyrénées réalisée dans le cadre du XIe Contrat de plan État-région, visant à informer les citoyens et les décideurs sur le risque d’inondation, est accessible sur le site de la DREAL Occitanie. La commune a été reconnue en état de catastrophe naturelle au titre des dommages causés par les inondations et coulées de boue survenues en 1982 et 1999,.
Donzac est exposée au risque de feu de forêt. Le département de Tarn-et-Garonne présentant toutefois globalement un niveau d’aléa moyen à faible très localisé, aucun Plan départemental de protection des forêts contre les risques d’incendie de forêt (PFCIF) n'a été élaboré. Le débroussaillement aux abords des maisons constitue l’une des meilleures protections pour les particuliers contre le feu,.

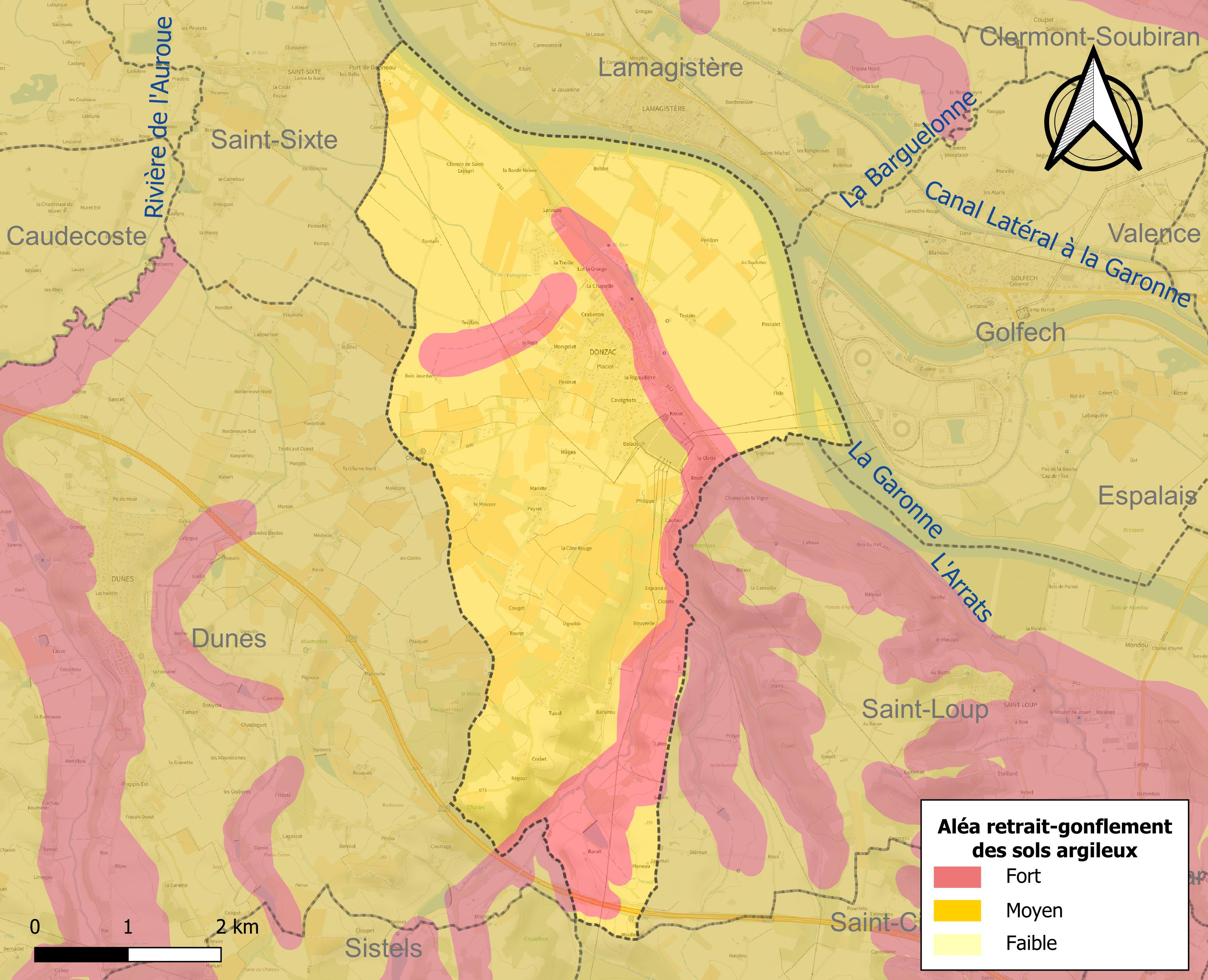
Carte des zones d'aléa retrait-gonflement des sols argileux de Donzac.

Les mouvements de terrains susceptibles de se produire sur la commune sont des tassements différentiels.
Le retrait-gonflement des sols argileux est susceptible d'engendrer des dommages importants aux bâtiments en cas d’alternance de périodes de sécheresse et de pluie. La totalité de la commune est en aléa moyen ou fort (92 % au niveau départemental et 48,5 % au niveau national). Sur les 486 bâtiments dénombrés sur la commune en 2019, 486 sont en aléa moyen ou fort, soit 100 %, à comparer aux 96 % au niveau départemental et 54 % au niveau national. Une cartographie de l'exposition du territoire national au retrait gonflement des sols argileux est disponible sur le site du BRGM,.
Par ailleurs, afin de mieux appréhender le risque d’affaissement de terrain, l'inventaire national des cavités souterraines permet de localiser celles situées sur la commune.
Concernant les mouvements de terrains, la commune a été reconnue en état de catastrophe naturelle au titre des dommages causés par la sécheresse en 1989, 1991, 1992, 2002, 2003, 2005, 2006, 2011, 2012 et 2016 et par des mouvements de terrain en 1999.

#### Risques technologiques
Le risque de transport de matières dangereuses sur la commune est lié à sa traversée par des infrastructures routières ou ferroviaires importantes ou la présence d'une canalisation de transport d'hydrocarbures. Un accident se produisant sur de telles infrastructures est susceptible d’avoir des effets graves sur les biens, les personnes ou l'environnement, selon la nature du matériau transporté. Des dispositions d’urbanisme peuvent être préconisées en conséquence.
En cas d’accident grave, certaines installations nucléaires sont susceptibles de rejeter dans l’atmosphère de l’iode radioactif. La commune étant située dans le périmètre de sûreté de 5 km autour de la centrale nucléaire de Golfech, elle est exposée au risque nucléaire. En cas d'accident nucléaire, une alerte est donnée par différents médias (sirène, sms, radio, véhicules). Dès l'alerte, les personnes habitant dans le périmètre de 2 km se mettent à l'abri. Les personnes habitant dans le périmètre de 20 km peuvent être amenées, sur ordre du préfet, à évacuer et ingérer des comprimés d'iode,,.

## Toponymie
Le village est attesté sous la forme Domeciaco, dès l'époque mérovingienne.
Même origine que les différents Donzacq, Donzac du domaine occitan, ainsi que certains Donzy (Nièvre, Domiciacus en l'an 600) et Dancé (Orne, Domciacus en l'an 840) du domaine d'oïl.
Il s'agit d'un type toponymique gallo-roman dont la forme initiale devait être *DOMITIACU, nom en -ACU, basé sur le nom de personne latin Domitius (porté par un indigène gaulois).
Durant la Révolution, la commune porte le nom de Donzac-la-Montagne.
Ses habitants sont appelés les Donzacais.

## Histoire
Donzac est un très ancien village d'origine gallo-romaine, implanté au terminus d'une route de crête venue des Pyrénées.
Dès le XIIe siècle, le village constituait un poids économique considérable et possédait notamment un marché et une foire. Donzac avait également un port qui servait aux marchandises de la proche région, et jouissait du rare privilège du commerce du sel à partir du port de Bonneau (sur la route de Saint-Sixte, Lot-et-Garonne).
Au XIIe siècle, Donzac appartenait à la très riche abbaye de Saint-Sernin à Toulouse. Elle avait alors, à l'époque où l'unité du droit du royaume n'existait point, son propre droit coutumier développé par une charte.
Au XIIe siècle, l'abbaye de Belleperche devint propriétaire terrien dans le territoire de l'actuelle commune, puis seigneur exclusif de Donzac en 1216.
En 1270, dans le but d'ériger Donzac en bastide, l'abbaye contracte un paréage avec Alphonse de Poitiers, frère du roi Saint-Louis et comte de Toulouse.
En 1271, il y a donc deux co-seigneurs, l'abbaye et la couronne de France. La première restera seigneur principal jusqu'à la Révolution française, en 1789. Les Armagnac puis les Albret obtiendront la part du roi de France
Les moines de Belleperche avaient leur château seigneurial au centre du village, face à l'actuelle mairie, ancienne maison Sazy. On peut encore voir une belle fenêtre sculptée à meneaux sur la façade de cette demeure, véritable témoignage en pierre de cette époque.
La bastide était alors composée de deux carrés concentriques encerclant un espace autour du puits public. Les fossés ont disparu par destruction aux alentours de 1832.
En 1279, l'Agenais passe aux Anglais et Donzac reçoit les consuls britanniques.
Celles-ci d'ailleurs ne résistèrent guère à cette glace : leurs bondes et leurs fonds sautèrent et le vin se répandit dans les chais.
Par ailleurs, le froid n'épargna pas non plus les arbres fruitiers puisqu'aucun figuier n'a pu résister, et les vignes ont gelé sur pied.
Cette période de froid a duré la bagatelle de 6 mois...
À la création des départements, en 1790, Donzac faisait partie du département de Lot-et-Garonne. Mais le 4 novembre 1808, pendant le Premier Empire, Napoléon Ier décide de créer un département supplémentaire, celui de Tarn-et-Garonne, en y incluant entre autres Donzac.

## Politique et administration

### Liste des maires
| Période                                  | Période  | Identité           | Étiquette | Qualité                                                        |
| ---------------------------------------- | -------- | ------------------ | --------- | -------------------------------------------------------------- |
| mars 2001                                | En cours | Jean-Paul Terrenne | PRG       | Président de la fédération départementale du PRG (depuis 2021) |
| Les données manquantes sont à compléter. |          |                    |           |                                                                |

## Démographie
L'évolution du nombre d'habitants est connue à travers les recensements de la population effectués dans la commune depuis 1793. Pour les communes de moins de 10 000 habitants, une enquête de recensement portant sur toute la population est réalisée tous les cinq ans, les populations de référence des années intermédiaires étant quant à elles estimées par interpolation ou extrapolation. Pour la commune, le premier recensement exhaustif entrant dans le cadre du nouveau dispositif a été réalisé en 2007.

En 2022, la commune comptait 1 039 habitants, en évolution de +0,1 % par rapport à 2016 (Tarn-et-Garonne : +3,12 %, France hors Mayotte : +2,11 %).
| 1793 | 1800 | 1806 | 1821 | 1831 | 1836 | 1841 | 1846 | 1851 |
| ---- | ---- | ---- | ---- | ---- | ---- | ---- | ---- | ---- |
| 764  | 909  | 891  | 852  | 895  | 871  | 857  | 832  | 839  |

| 1856 | 1861 | 1866 | 1872 | 1876 | 1881 | 1886 | 1891 | 1896 |
| ---- | ---- | ---- | ---- | ---- | ---- | ---- | ---- | ---- |
| 843  | 809  | 819  | 839  | 797  | 803  | 764  | 682  | 643  |

| 1901 | 1906 | 1911 | 1921 | 1926 | 1931 | 1936 | 1946 | 1954 |
| ---- | ---- | ---- | ---- | ---- | ---- | ---- | ---- | ---- |
| 674  | 622  | 602  | 545  | 536  | 549  | 528  | 560  | 492  |

| 1962 | 1968 | 1975 | 1982 | 1990 | 1999 | 2006 | 2007 | 2012  |
| ---- | ---- | ---- | ---- | ---- | ---- | ---- | ---- | ----- |
| 514  | 564  | 517  | 588  | 688  | 798  | 964  | 988  | 1 013 |

| 2017  | 2022  | - | - | - | - | - | - | - |
| ----- | ----- | - | - | - | - | - | - | - |
| 1 045 | 1 039 | - | - | - | - | - | - | - |

## Économie

### Revenus
En 2018, la commune compte 422 ménages fiscaux, regroupant 1 055 personnes. La médiane du revenu disponible par unité de consommation est de 20 950 € (20 140 € dans le département).

### Emploi
|                | 2008  | 2013   | 2018   |
| -------------- | ----- | ------ | ------ |
| Commune        | 6,4 % | 7,5 %  | 9,8 %  |
| Département    | 8,4 % | 10,2 % | 10,3 % |
| France entière | 8,3 % | 10 %   | 10 %   |

En 2018, la population âgée de 15 à 64 ans s'élève à 671 personnes, parmi lesquelles on compte 74,4 % d'actifs (64,6 % ayant un emploi et 9,8 % de chômeurs) et 25,6 % d'inactifs,. Depuis 2008, le taux de chômage communal (au sens du recensement) des 15-64 ans est inférieur à celui de la France et du département.
La commune est hors attraction des villes,. Elle compte 161 emplois en 2018, contre 159 en 2013 et 137 en 2008. Le nombre d'actifs ayant un emploi résidant dans la commune est de 439, soit un indicateur de concentration d'emploi de 36,8 % et un taux d'activité parmi les 15 ans ou plus de 59,4 %.
Sur ces 439 actifs de 15 ans ou plus ayant un emploi, 94 travaillent dans la commune, soit 22 % des habitants. Pour se rendre au travail, 90,4 % des habitants utilisent un véhicule personnel ou de fonction à quatre roues, 1,1 % les transports en commun, 2,8 % s'y rendent en deux-roues, à vélo ou à pied et 5,7 % n'ont pas besoin de transport (travail au domicile).

### Activités hors agriculture

#### Secteurs d'activités
50 établissements sont implantés  à Donzac au 31 décembre 2019. Le tableau ci-dessous en détaille le nombre par secteur d'activité et compare les ratios avec ceux du département,.
| Secteur d'activité                                                                                        | Commune | Commune | Département |
| Secteur d'activité                                                                                        | Nombre  | %       | %           |
| --- | ------- | ------- | ----------- |
| Ensemble                                                                                                  | 50      |         |             |
| Industrie manufacturière, industries extractives et autres                                                | 4       | 8 %     | (9,6 %)     |
| Construction                                                                                              | 17      | 34 %    | (14,9 %)    |
| Commerce de gros et de détail, transports, hébergement et restauration                                    | 14      | 28 %    | (29,7 %)    |
| Activités immobilières                                                                                    | 1       | 2 %     | (3,3 %)     |
| Activités spécialisées, scientifiques et techniques et activités de services administratifs et de soutien | 2       | 4 %     | (14,1 %)    |
| Administration publique, enseignement, santé humaine et action sociale                                    | 5       | 10 %    | (13,6 %)    |
| Autres activités de services                                                                              | 7       | 14 %    | (9,3 %)     |

Le secteur de la construction est prépondérant sur la commune puisqu'il représente 34 % du nombre total d'établissements de la commune (17 sur les 50 entreprises implantées  à Donzac), contre 14,9 % au niveau départemental.

#### Entreprises et commerces
Les deux entreprises ayant leur siège social sur le territoire communal qui génèrent le plus de chiffre d'affaires en 2020 sont : 
- Cavanie Facade, travaux de maçonnerie générale et gros œuvre de bâtiment (451 k€)
- SARL Soulie, travaux de maçonnerie générale et gros œuvre de bâtiment (28 k€)
- La cave de Donzac : L'histoire des côtes-du-Brulhois, le vin noir du sud-ouest. Auprès de cette grande voie de communication qu'est la vallée de la Garonne, le vignoble et les vins du Brulhois sont repérés depuis l'époque gallo-romaine. Au début du XIVe siècle, sous l'occupation anglaise, ce terroir exporte 48 000 hectolitres de vin par le fleuve, mais aussi de célèbres faïences. Le pays du Brulhois, vicomté rebelle, est divisé après la Révolution en trois départements et plus tard en deux régions. Au XXe siècle, le nom même du Brulhois est quasiment oublié. Mais la vigne s'accroche toujours à cette terre. Depuis trente ans l'essor du vignoble lui redonne nom et fierté. En 1984, la reconnaissance en appellation d'origine (AOC) consacre la valeur des vins du Brulhois et la pugnacité des vignerons. La Confrérie des vins du Brulhois célèbre régulièrement la qualité de ces vins tirés de l'oubli et contribue à leur promotion.

### Agriculture
La commune est dans les « Vallées et Terrasses », une petite région agricole occupant le centre et une bande d'est en ouest  du département de Tarn-et-Garonne. En 2020, l'orientation technico-économique de l'agriculture  sur la commune est la polyculture et/ou le polyélevage. 
|               | 1988 | 2000 | 2010 | 2020 |
| ------------- | ---- | ---- | ---- | ---- |
| Exploitations | 42   | 30   | 24   | 12   |
| SAU (ha)      | 852  | 786  | 633  | 518  |

Le nombre d'exploitations agricoles en activité et ayant leur siège dans la commune est passé de 42 lors du recensement agricole de 1988  à 30 en 2000 puis à 24 en 2010 et enfin à 12 en 2020, soit une baisse de 71 % en 32 ans. Le même mouvement est observé à l'échelle du département qui a perdu pendant cette période 57 % de ses exploitations,. La surface agricole utilisée sur la commune a également diminué, passant de 852 ha en 1988 à 518 ha en 2020. Parallèlement la surface agricole utilisée moyenne par exploitation a augmenté, passant de 20 à 43 ha.

## Culture locale et patrimoine

### Lieux et monuments

#### Patrimoine Religieux
- La chapelle Notre-Dame de Donzac[47] ou chapelle des Mariniers. Il existe à l'entrée du village une chapelle voûtée en berceau. Cet élégant édicule a remplacé, au cours du XIXe siècle, un ancien oratoire où jadis les bateliers de la Garonne venaient invoquer Notre Dame de la Pitié. En effet, dès le XIVe siècle, l'accès à la Garonne était assuré par un port majestueux qui servait à la distribution de toutes les marchandises de la région, et Donzac tenait lieu d'oratoire pour les bateliers et moines navigateurs. Le transport fluvial a permis l'exportation du vin dès 1306.
- Église Saint-Barthélemy ou Église de l’Assomption[47]. Le clocher a été inscrit au titre des monuments historiques en 1925[48]. Cette église a été rebâtie en 1880 par Théodore Olivier dans le style néo-gothique. Le clocher, du XIVe siècle, est une tour carré de deux étages en retrait et de hauteurs inégales. Avec les baies géminées inscrites dans une arcade et surmontées d'un oculus losangé, on y retrouve les traditions des clochers toulousains. Le caractère original de cette tour consiste en ce que deux de ses façades reposent sur les murs de l'église, tandis que les autres sont supportés par un arc brisé très robuste qui relie les côtés nord et ouest. Il ne reste de l'ancienne église que le clocher du XIIIe siècle, grosse tour très élevée, surmontée d'un cône légèrement tronqué et flanqué de quatre tourbillons reliés entre eux par une balustrade de forme romane.
- Église Saint-Martial-en-Condomois de Donzac[47]. Elle fut donnée par Guillaume, évêque d'Agen, en 1255 à l'abbaye de Belleperche. Cette église, construite en pierres appareillées, est d'origine romane. Elle a été très remaniée, surtout au XVIe siècle. Seul le chevet semi-circulaire n'a pas été rebâti, du moins à la base. On peut y voir des marques de tâcherons. Située en dehors du bourg, elle constitue une sorte d'annexe qui domine le petit ravin de le Caille.

#### Patrimoine civil
- Conservatoire des Métiers d'Autrefois.
- Agir sur la terre, c'est agir sur l'esprit : Face à l'hôtel de ville, sculpture réalisée par Dominique Singer en 1992, elle représente un bras « fragment » sans doute d'appartenance divine, labour des sillons dans l'archéologie d'une intime profondeur. Sur le sol, subsiste l'empreinte de ce qui reste de l'effort, la marque évidente de la présence humaine symbolisée par une trace de pied dans l'avant-bras.[incompréhensible] La vie de la vigne et de la terre se prépare en secret à nous livrer au bonheur.
- Le lac des sources et son arboretum : lieux de pêche, de pique-nique et de camping-cars.
- Grenier à grains : Cette bâtisse est le plus ancien grenier à grains existant de nos jours. Elle fut la propriété exclusive de l'abbaye de Belleperche dès 1216. Ce grenier serait relié par un souterrain au château seigneurial qui servait de logement aux abbés cisterciens et moines navigateurs.
- Le lavoir : Au-delà de son utilité première, les lessives, le lavoir était un véritable lieu de vie où les paroles des lavandières se mêlaient au clapotis de l'eau. Actuellement, la visite d'un lavoir laisse un brin de nostalgie, un souvenir un peu flou de nos aïeules, savon de Marseille en main, effectuant un geste quotidien. De plus, il est important de savoir que celui-ci est alimenté par plusieurs sources.[pertinence contestée]

## Pour approfondir